# Первомайская поселковая администрация
Первома́йская посёлковая администра́ция или посёлок Первома́йский (каз. Первомай кенттік әкімдігі, каз. Первомай кенті) — административная единица в составе Шемонаихинского района Восточно-Казахстанской области Казахстана. Административным центром посёлковой администрации является посёлок Первомайский.

## География
Согласно решению Шемонаихинского районного маслихата Восточно-Казахстанской области от 11 февраля 2022 года № 15/7-VII «Об утверждении Плана по управлению пастбищами и их использованию по поселку Первомайский Шемонаихинского района на 2022-2023 годы» — общая площадь посёлка Первомайский составляет 17498 га; в том числе: земли сельскохозяйственного назначения — 12193 га, земли населенных пунктов — 3472 га, земли промышленности, транспорта, связи, для нужд космической деятельности, обороны, национальной безопасности и иного несельскохозяйственного назначения — 382 га, земли водного фонда — 268 га, земли запаса — 1183 га. Гидрография посёлка представлена рекой Уба.

## История
В 1989 году на территории нынешнего административно-территориального образования помимо собственно Первомайского поссовета (посёлок Первомайский, станция Фестивальная) располагался также Барашевский сельсовет (сёла Барашки, Новоильинка).
Согласно решению XIX сессии Восточно-Казахстанского областного маслихата от 29 декабря 1998 года № 19/10 «О внесении изменений в административно-территориальное устройство некоторых городов и районов Восточно-Казахстанской области» — Барашевский сельский округ был упразднён, населённые пункты упразднённого сельского округа вошли в состав Первомайского сельского округа.
Постановлением Восточно-Казахстанского областного акимата от 04 июля 2014 года № 178 и решением Восточно-Казахстанского областного маслихата от 09 июля 2014 года № 20/258-V «О внесении изменений в административно-территориальное устройство Шемонаихинского района Восточно-Казахстанской области» — станция Фестивальная была отнесена к категориям иных поселений и исключена из учётных данных; поселение упразднённого населённого пункта вошло в состав села Ново-Ильинка.

## Население
| Численность населения | Численность населения | Численность населения |
| 1989                  | 1999                  | 2009                  |
| --------------------- | --------------------- | --------------------- |
| 12 444                | ↘8874                 | ↘4597                 |

## Состав
| № | Населённый пункт | Тип населённого пункта          | КАТО      | Географические координаты       | Население, 2009 г. |
| - | ---------------- | ------------------------------- | --------- | ------------------------------- | ------------------ |
| 1 | Барашки          | село                            | 636857200 | 50°08′00″ с. ш. 81°35′03″ в. д. | ↘597               |
| 2 | Ново-Ильинка     | село                            | 636857300 | 50°12′06″ с. ш. 82°00′12″ в. д. | ↘470               |
| 3 | Первомайский     | посёлок, административный центр | 636857100 | 50°09′41″ с. ш. 82°00′01″ в. д. | ↘4 597             |
| 4 | Фестивальная     | станция, упразднена             | 636857311 | 50°13′30″ с. ш. 82°00′44″ в. д. | ↘45                |